# Klinčina
Kliçinë en albanais et Klinčina en serbe latin (en serbe cyrillique : Клинчина) est une localité du Kosovo située dans la commune/municipalité de Pejë/Peć et dans le district de Pejë/Peć. Selon le recensement kosovar de 2011, elle compte 833 habitants.
Le village est également connu sous le nom albanais de Kliqinë.

## Démographie

### Évolution historique de la population dans la localité
| 1948 | 1953 | 1961 | 1971 | 1981 | 1991 | 2011 |
| ---- | ---- | ---- | ---- | ---- | ---- | ---- |
| 370  | 366  | 422  | 520  | 631  | 715  | 833  |

|  |

### Répartition de la population par nationalités (2011)
En 2011, les Albanais représentaient 97,36 % de la population.